# Euritea personata
Euritea personata är en insektsart som beskrevs av Carl Stål. Euritea personata ingår i släktet Euritea och familjen hornstritar. Inga underarter finns listade i Catalogue of Life.